# 辻勇
辻 勇（1973年12月29日—），已退役日本足球運動員，司職前鋒，是廣州太陽神歷史上第一名外籍球員，同時也是中超歷史上第一名日本籍球員，現在他是一名服裝商人。

## 生涯
在1994年，广州太阳神（也就是广州恒大的前身）就引进了中国职业联赛历史上第一名日本籍球员辻勇。辻勇出道于三菱重工（浦和红钻前身）青年队。1993年由于无法进入一线队，在前三菱重工青年队教练，广东足坛名宿赵达裕的推荐下，辻勇和队友广岛善典、康千秀一起前往中国，来到赵达裕的母队广州太阳神青年队踢球。并在1994年代表广州太阳神参加甲A联赛，成为中国职业联赛历史上第一名日本籍球员。
赛季中辻勇担任太阳神射手胡志军的替补，出场4次，没有进球。之后辻勇便回国，后来退役成为一名服装商人。几年前他重回广州，希望与当时的队友胡志军见上一面，但“胡椒”却不知为何拒绝了这次见面。不管如何，辻勇作为第一名来华效力的日本球员，注定被记载入史册。

## 外部連結
- （页面存档备份，存于） "See Isamu Tsuji Again",broadcasting by CCTV on September 6, 2007.